# Zsigmondy (kráter)
Zsigmondy je měsíční kráter nacházející se na severní hemisféře na odvrácené straně Měsíce, který leží v librační oblasti a je tedy za příznivých podmínek (samotná librace, sluneční osvětlení) pozorovatelný ze Země. Vzhledem k velkému zkreslení nelze pozorovat mnoho detailů.
Má průměr 65 km, pojmenován je podle rakouského chemika Richarda Adolfa Zsigmondyho. Podél jeho okrajového valu je několik menších kráterů. Dno je zčásti ploché a přibližně uprostřed se nachází malý centrální pahorek.
Je situován severozápadně od nepravidelného kráteru Poczobutt. Východoseverovýchodně lze nalézt kráter Smoluchowski, jihovýchodně se dotýká valu kráteru Omar Chajjám. Zsigmondy překrývá na západě téměř stejně velký satelitní kráter Zsigmondy S.

## Satelitní krátery
V okolí kráteru se nachází několik dalších kráterů. Ty byly označeny podle zavedených zvyklostí jménem hlavního kráteru a velkým písmenem abecedy.
| Zsigmondy | Sel. šířka | Sel. délka | Průměr |
| --------- | ---------- | ---------- | ------ |
| A         | 62.8° S    | 102.6° Z   | 63 km  |
| S         | 59.7° S    | 106.7° Z   | 64 km  |
| Z         | 62.1° S    | 104.9° Z   | 23 km  |